# Литвиненко Сергій Григорович
Сергі́й Григорович Литвине́нко (5 жовтня 1899, Пирятин — 20 червня 1964, Нью-Йорк, США) — український скульптор, хорунжий Армії УНР. Автор надгробка Івана Франка на Личаківському цвинтарі у Львові.

## Біографія
Народився 5 жовтня 1899 року в Пирятині на Полтавщині.
У 1917 році закінчив класичну гімназію в Лубнах. 1919—1920 роки — служба у званні хорунжого у лавах армії Української Народної Республіки.
Два роки перебував в таборі інтернованих українських вояків у Ланьцуті та Вадовицях.
У 1924—1929 — навчався в Краківській академії мистецтв, в класі професора К. Лящки. Студіював кераміку в О. Трибушного. Закінчив академію з 8 відзнаками і, за рекомендацією К. Лящки, у 1930 році переїхав до Парижа, де продовжив навчання і виставляв свої твори в салоні Тюїльрі.

### Львівський період (1930—1944)
1930 року Литвиненко переїхав до Львова і згодом став найвидатнішим скульптором міжвоєнного періоду на теренах Західної України.
1933 року — на замовлення «Просвіти» виготовив 4 скульптурні портрети: молодого Тараса Шевченка, Івана Франка, митрополита Андрея Шептицького, гетьмана Івана Мазепи.
1934 року виступив з прощальною промовою від імені української еміграції на похороні хорунжого Армії УНР Івана Старченка.

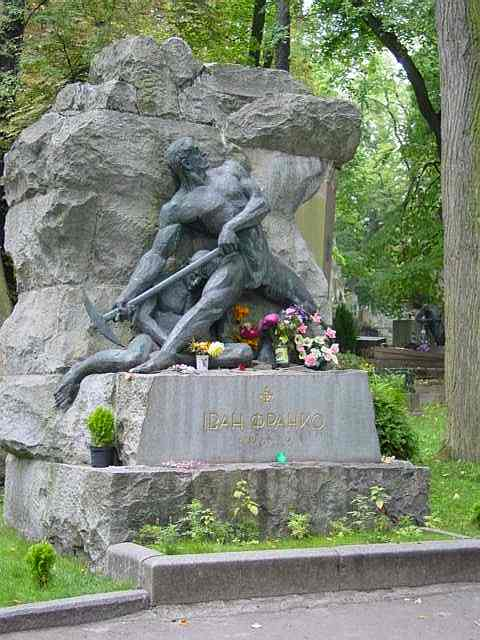
Надгробок на могилі Івана Франка на Личаківському цвинтарі у Львові

1933 року — завершив працю над надгробним пам'ятником Іванові Франкові, який був розпочатий у 1926 році, та став найвизначнішим його твором. У ньому втілено провідну ідею Івана Франка: невтомно працювати на благо свого народу.
У 1930—1936 роках мав майстерню, що розташовувалася в одному з приміщень Вільної академії образотворчих мистецтв на вулиці Пісковій, 11, у 1936—1944 роках — на вулиці Мончинського, 62 (нинішня вул. Єфремова). У 1933—1937 роках спільно з М. Лукіяновичем був керівником керамічної майстерні «Око», що розташовувалася в одному з корпусів колишньої будівельної фірми Івана Левинського при вулиці Потоцького (нинішня вулиця Чупринки, 58а).
Напередодні вибуху другої світової війни вступив до Спілки радянських художників України, 1940 року брав участь у виставці образотворчого мистецтва Західних областей України та народної творчості гуцулів. Як відомого скульптора і досвідченого керівника майстернями художньої кераміки у 1940 році Сергія Литвиненка поставили на чолі Львівської кераміко-скульптурної фабрики на вулиці Мучній. На ній працювало близько двадцяти львівських скульпторів. На фабриці випускалася, в основному, ідеологічно-пропагандистська продукція, в першу чергу — скульптурні портрети радянських керівників, які тиражувалися за моделями скульпторів — працівників фабрики, у тому числі й Сергія Литвиненка. Скульптура цього періоду були стилістично орієнтована на офіційно прийняте у СРСР соцреалістичне мистецтво.
Під час німецької окупації Львова, з 1941 року Сергій Литвиненко знову очолив скульптурно-керамічну фабрику. У цей період за його моделями були виконані серія гіпсових погрудь Тараса Шевченка, Миколи Лисенка, Івана Франка, генерала Мирона Тарнавського, Митрополита Андрея Шептицького, політика Миколи Міхновського та інших відомих українців.
У 1941—1944 роках викладав у Львівській державній художньо-промисловій школі скульптуру. У 1943—1944 роках викладав (професор, декан) у Вищій образотворчій студії у Львові, яка утворилася після ліквідації німецькою владою Львівської державної художньо-промислової школи. З наближенням до Львова лінії фронту студія припинила своє існування.

### Німецький та американський період
1944 року подружжя Литвиненків емігрує спочатку до Німеччини, 1949 — до Нью-Йорку, США. У 1952 році утворюється Об'єднання митців-українців в Америці, і першим його головою стає Сергій Литвиненко. Одночасно він був головою Українського літературно-мистецького клубу у Нью-Йорку.
Від 1953 року разом з Петром Холодним-молодшим, Мирославом Радишем, Яковом Гніздовським та Антіном Малюцею був викладачем в Українському інституті пластичного мистецтва.
З цього періоду відома ціла галерея його живописних портретів: Євгена Маланюка, Володимира Кубійовича, Емми Андієвської, дружини Надії та інших, пам'ятники Іванові Франкові, гетьману Іванові Мазепі. Бронзовий портрет Гетьманівни відзначено Великою Американською нагородою. В церквах святого Миколая в Чикаго, святих Володимира і Ольги в Вінніпегу, святого Михайла в Гейзелтоні вирізьбив монументальні іконостаси. Мав багато індивідуальних виставок. Його праці експонувалися в Парижі і Нью-Йорку. В 1963 році пройшла ретроспективна виставка робіт Литвиненка, присвячена 40-річчю його творчої діяльності, на якій було представлено оригінальні твори за 16 років праці в Нью-Йорку.
Помер 20 червня 1964 року у Нью-Йорку. Похований на цвинтарі святого Андрія у Саут-Баунд-Бруку у штаті Нью-Джерсі, США.

## Роботи

Пам'ятник українцям, полеглим в Українсько-польській війні у Раві-Руській

Погруддя Митрополита Андрея біля корпусу Національного музею на вул. Драгоманова у Львові

- Молодий Шевченко (1925). Робота виконана у тонованому гіпсі. Зберігається в Національному музеї у Львові.
- Пробудження (мармур, 1932).
- Жах (гіпс, 1933).
- Портрет Зофії Батицької (мармур, 1933).
- Голова жінки (бронза, близько 1935).
- Голова дівчинки (гіпс, близько 1939). Виконана у гіпсі. Зберігається в Національному музеї у Львові.
- Статуетки святих Кирила і Мефодія та короля Данила і великого князя Володимира Святославича (1932). Виконані у бронзі на замовлення Української католицької семінарії (тепер Український католицький університет).
- Портрет В. Барвінського (гіпс, 1933).
- Портрет Івана Франка (1933) бронза. Перебуває у Львівській науковій бібліотеці імені Василя Стефаника.
- Портрет Івана Мазепи (гіпс, 1933).
- Пам'ятник Митрополиту Андрею Шептицькому (1935). Виконаний зі штучного каменю. Сидячу постать Митрополита встановили на подвір'ї Національного музею у Львові у вересні 1935 року. Після приходу радянської влади, її представники поставили вимогу: негайно усунути пам'ятник як «малохудожній твір», тим самим звільнивши місце для встановлення погруддя Т. Шевченкові. До 30 квітня того ж року пам'ятник мали демонтувати. Тодішньому директору музею Іларіону Свєнціцькому вдалося затягнути час, почалася друга світова війна, й пам'ятник простояв у музейному сквері до 1947 року. Вже після війни Свєнціцький докладав зусиль, щоб зберегти пам'ятник. Тоді представниками нової влади було сфальсифіковано рішення зборів представників інтелігенції та робочого класу Червоноармійського району (нині — Личаківський район) м. Львова та на підставі цього «рішення» міськрада видала постанову № 687 «Про негайне зняття пам'ятника Андрею Шептицькому». Вночі з 9 на 10 серпня 1947 року до музейної садиби вдерлася група робітників Дормостбуду, молотами розтрощили скульптуру, а її уламки вивезли у невідомому напрямку. На місці пам'ятника з часом було встановлено божка Світовида з села Лопушанка[7].
- Портрет Тита Євгена Войнаровського-Столобута (1938). Робота виконана у теракоті.
- Портрет Миколи Колесси (1938) зберігається у родинній збірці сім'ї Колессів.
- Портрет Я. Савки (1938). Робота виконана у гіпсі та зберігається у Національному музеї у Львові.
- Пам'ятник героям визвольних змагань 1914—1920. Розташований на цвинтарі у Раві-Руській, відкритий у серпні 1936 року.
- Пам'ятник полеглим героям (1938), розташований на цвинтарі у Яворові.
- Надгробний пам'ятник Івану Франку на Личаківському цвинтарі у Львові. Відкриття відбулося 28 травня 1933 року. У цій роботі помітний вплив французького скульптора Антуана Бурделя.
- Надгробок актора Миколи Бенцаля у Коломиї.
- Гранітний надгробний пам'ятник Василеві Пачовському з висіченим барельєфом архистратига Михаїла, покровителя Києва, на тлі київських Золотих воріт на Личаківському цвинтарі у Львові. Напис на пам'ятнику: «О Золоті ворота! Стояти вам ще там, де ви стояли!».
- Надгробний пам'ятник Іванові Кивелюку на Личаківському цвинтарі у Львові.
- Пам'ятник Тарасу Шевченку в Косові.
- Портрет Митрополита Андрея Шептицького (1941) у Львові. Виконаний з бронзи, встановлений у 2013 році на подвір'ї Національного музею у Львові на місці зруйнованого у 1947 році пам'ятника Митрополитові землі Галицької. 13 грудня 2013 року, під час проведення урочистостей, пов'язаних зі 100-літнім ювілеєм передачі Національного музею у Львові графом Андреєм Шептицьким в дар українському народові, було урочисто відкрито та освячено погруддя Митрополиту Андрею Шептицькому[8].

Нереалізовані роботи
- Конкурсний проект пам'ятника Шевченкові у Вашингтоні (1962)[9].
- Воїнам армії УНР у Домб'є (нині у складі Кракова).
- Монумент Українським Січовим Стрільцям для села Базар на Тернопільщині.
- Пам'ятники Констянтину Великому та Князю Володимиру для Львова.

## Родина
Був одружений з Надією Дзерович. Вона вчителювала у семінарії сестер-василіянок, на вул. Длуґоша (нинішня вул. Кирила і Методія) у Львові. Надія також займалася педагогічною працею вже після еміграції до США у 1949 році. Тут, у Нью-Йорку, навчала української мови в школі Святого Юра. Крім цього займалася культурно-громадською працею, вона належала до Союзу Українок Америки та була довголітнім членом управи Українського літературно-мистецького клубу. Померла 21 березня 1981 року. Подружжя Сергія та Надії Литвиненків мешкали на вулиці Пісковій у Львові.

## Вшанування пам'яті
- У 1993 році у місцевості Новий Львів, що у Сихівському районі міста Львова, на пошану видатного українського скульптора, учасника визвольних змагань Сергія Литвиненка було названо вулицю, яка сполучає між собою вулиці Панаса Мирного та Василя Стуса[11].
- 22 липня 2024 року вулиця Визволення у Пирятині перейменована на вулицю Сергія Литвиненка[12].